# 자야가사카역
자야가사카역(일본어: 차옥진판역, 茶屋ヶ坂駅, ちゃやがさかえき)은 일본 아이치현 나고야시 지쿠사구에 위치한 철도역이다.

## 타는 곳
상대식 승강장 2면 2선 지하역.
| 1 | ■ 메이조 선 | 오조네·사카에·가나야마 방면 |
| 2 | ■ 메이조 선 | 모토야마·야고토 방면        |

## 역세권 정보
- 자야가사카도리
- 자야가사카 공원
- 도카이 병원
- 세이노 운송 오조네 지점
- 나고야 시립 스나다바시 소학교
- 나고야 시립 지쿠사 중학교

## 역사
- 2003년 12월 13일: 영업 개시.

## 사진

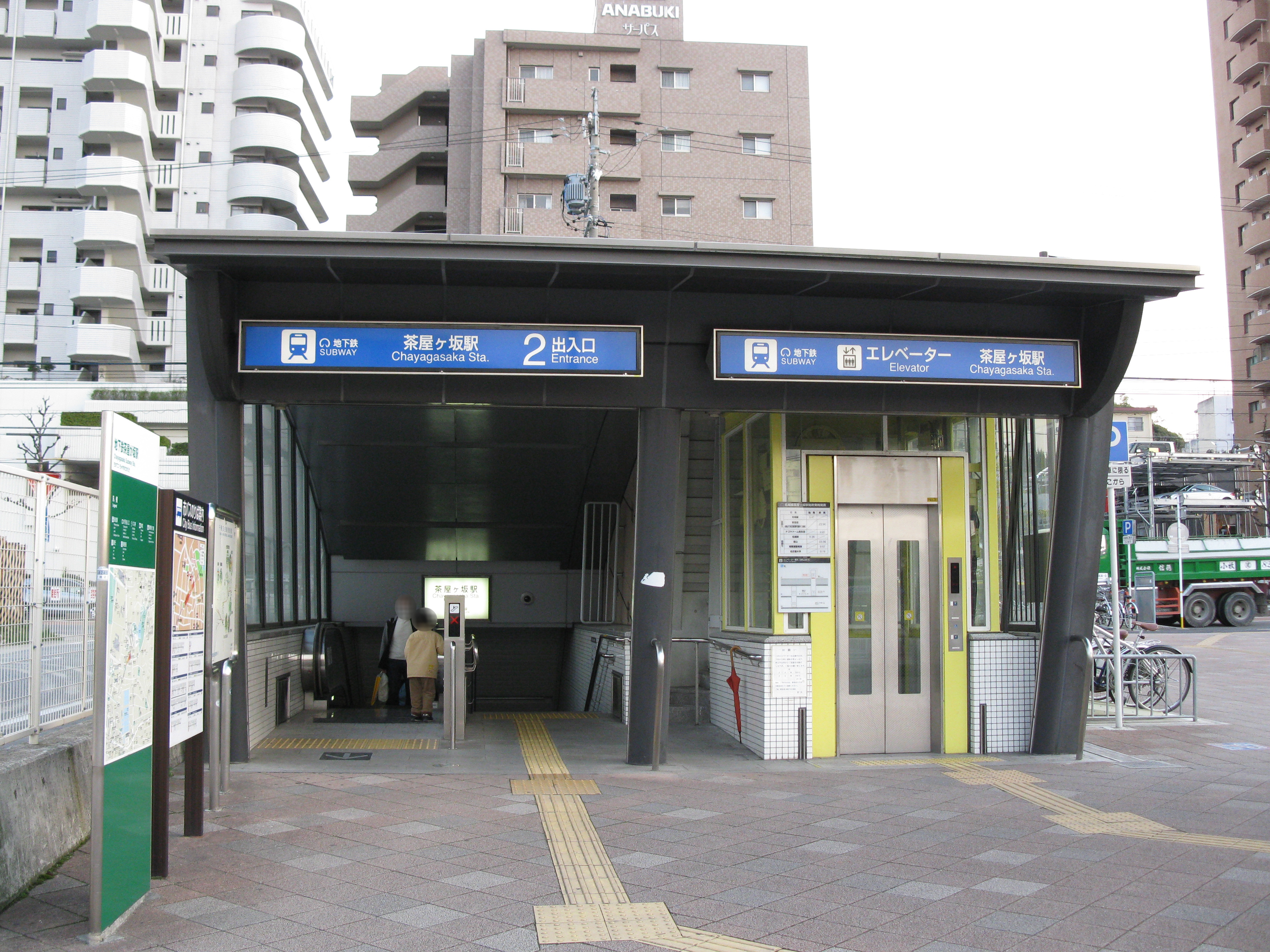
2번 출입구

## 인접역
| 나고야 지하철 ■ 메이조 선 | 나고야 지하철 ■ 메이조 선 | 나고야 지하철 ■ 메이조 선 |
| ------------------------- | ------------------------- | ------------------------- |
| M 14 스나다바시 외선 순환 |                           | M 16 지유가오카 내선 순환 |